# Rodzina Anoaʻi

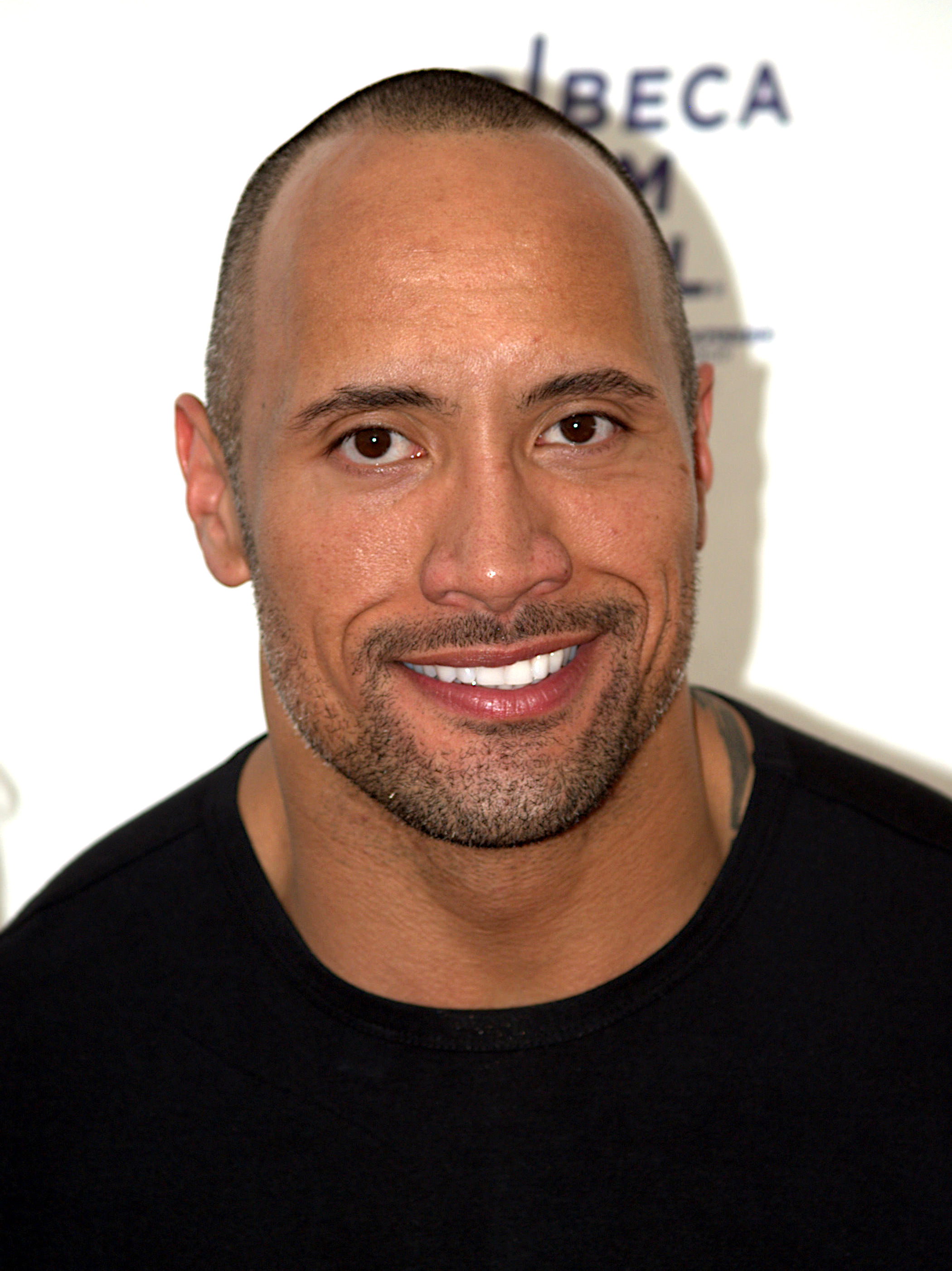
The Rock

Rodzina Anoaʻi (samoański: [anoˈaʔi] ah-noh-AH ee) to rodzina zawodowych wrestlerów wywodząca się z Wysp Samoa. Członkowie rodziny składali się z kilku tag teamów i stajni w ramach różnych promocji, w szczególności WWE. Znani członkowie rodziny to Roman Reigns i WWE Hall of Famerzy Rikishi, Yokozuna i Wild Samoans (Afa i Sika). Inni znani członkowie to między innymi The Usos (Jey Uso i Jimmy Uso), Umaga, Rosey, Jacob Fatu i Solo Sikoa.
Wielebny Amituana’i Anoaʻi i Peter Maivia byli braćmi krwi, co było kontynuowane w przypadku synów Amituana’i, Afy i Siki, którzy uważają Petera za swojego wujka. Peter poślubił Ofelię „Lię” Fuatagę, która miała już córkę o imieniu Ata, którą adoptował i wychował jak własną. Ata poślubiła wrestlera Rocky’ego Johnsona, a para została rodzicami Dwayne’a Johnsona, który walczył jako Rocky Maivia i The Rock, zanim stał się aktorem. Córka Dwayne’a, Simone Johnson, występuje w WWE jako Ava. Kuzyn Petera, Joseph Fanene, był ojcem Saveliny Fanene, znanej w WWE jako Nia Jax. Trinity Fatu, znana w WWE jako Naomi, wżeniła się w rodzinę, poślubiając Jimmy’ego Uso. Jimmy Snuka jest spokrewniony przez małżeństwo, był żonaty z siostrzenicą Petera Maivii, Sharon. Dzieci Jimmy’ego, Sarona Snuka, znana jako Tamina i Jimmy Snuka Jr., znany jako Deuce lub Sim Snuka, oboje walczyli dla WWE. Dwayne Johnson uważa Tonga ʻUliʻuli Fifita, znanego w zapasach jako Haku, za swojego wujka. Synowie Tongi, Tama Tonga, Tanga Loa i Hikuleo oraz ich kuzyn Bad Luck Fale, wszyscy walczyli w New Japan Pro-Wrestling.

## Drzewo genealogiczne
|                      |                      |                      |                      |                      |                      |  |  |                                         |                                         |                                         |                                         |                                         |                                         |  |  |                            |                            |                            |                            |                            |                            |  |  |                                      |                                      |                                      |                                      |                                      |                                      |  |  |                                                   |                                                   |                                                   |                                                   |                                                   |                                                   |  |  |                                          |                                          | Tovaleomanaia Amituanaʻi (Leoso Ripley) (1920–1988) | Tovaleomanaia Amituanaʻi (Leoso Ripley) (1920–1988) | Tovaleomanaia Amituanaʻi (Leoso Ripley) (1920–1988) | Tovaleomanaia Amituanaʻi (Leoso Ripley) (1920–1988) | Tovaleomanaia Amituanaʻi (Leoso Ripley) (1920–1988) | Tovaleomanaia Amituanaʻi (Leoso Ripley) (1920–1988) |             |             | Amituanaʻi Anoaʻi (1914–1994) | Amituanaʻi Anoaʻi (1914–1994) | Amituanaʻi Anoaʻi (1914–1994)              | Amituanaʻi Anoaʻi (1914–1994)              | Amituanaʻi Anoaʻi (1914–1994)              | Amituanaʻi Anoaʻi (1914–1994)              |                                            |                                            |                                   |                                   |                                   |                                   |  |  |                                             |                                             |                                             |                                             |                                             |                                             |  |  |                      |                      |                      |                      |                      |                      |                                |                                |                                |                                |                                |                                |                           |                           |                |                |                       |                       |                       |                       |                       |                       |  |  |                       |                       | Fanene Anderson (Peter Maivia) (1937–1982) | Fanene Anderson (Peter Maivia) (1937–1982) | Fanene Anderson (Peter Maivia) (1937–1982) | Fanene Anderson (Peter Maivia) (1937–1982) | Fanene Anderson (Peter Maivia) (1937–1982) | Fanene Anderson (Peter Maivia) (1937–1982) |                       |                       | Ofelia Fuataga (Lia Maivia) (1931–2008)      | Ofelia Fuataga (Lia Maivia) (1931–2008)      | Ofelia Fuataga (Lia Maivia) (1931–2008)      | Ofelia Fuataga (Lia Maivia) (1931–2008)      | Ofelia Fuataga (Lia Maivia) (1931–2008)      | Ofelia Fuataga (Lia Maivia) (1931–2008)      |                                          |                                          |                                          |                                          |                                          |                                          |                           |                           |                           |                           |                           |                           |                      |                      |             |             |             |             |             |             |  |  |  |  |
|                      |                      |                      |                      |                      |                      |  |  |                                         |                                         |                                         |                                         |                                         |                                         |  |  |                            |                            |                            |                            |                            |                            |  |  |                                      |                                      |                                      |                                      |                                      |                                      |  |  |                                                   |                                                   |                                                   |                                                   |                                                   |                                                   |  |  |                                          |                                          | Tovaleomanaia Amituanaʻi (Leoso Ripley) (1920–1988) | Tovaleomanaia Amituanaʻi (Leoso Ripley) (1920–1988) | Tovaleomanaia Amituanaʻi (Leoso Ripley) (1920–1988) | Tovaleomanaia Amituanaʻi (Leoso Ripley) (1920–1988) | Tovaleomanaia Amituanaʻi (Leoso Ripley) (1920–1988) | Tovaleomanaia Amituanaʻi (Leoso Ripley) (1920–1988) |             |             | Amituanaʻi Anoaʻi (1914–1994) | Amituanaʻi Anoaʻi (1914–1994) | Amituanaʻi Anoaʻi (1914–1994)              | Amituanaʻi Anoaʻi (1914–1994)              | Amituanaʻi Anoaʻi (1914–1994)              | Amituanaʻi Anoaʻi (1914–1994)              |                                            |                                            |                                   |                                   |                                   |                                   |  |  |                                             |                                             |                                             |                                             |                                             |                                             |  |  |                      |                      |                      |                      |                      |                      |                                |                                |                                |                                |                                |                                |                           |                           |                |                |                       |                       |                       |                       |                       |                       |  |  |                       |                       | Fanene Anderson (Peter Maivia) (1937–1982) | Fanene Anderson (Peter Maivia) (1937–1982) | Fanene Anderson (Peter Maivia) (1937–1982) | Fanene Anderson (Peter Maivia) (1937–1982) | Fanene Anderson (Peter Maivia) (1937–1982) | Fanene Anderson (Peter Maivia) (1937–1982) |                       |                       | Ofelia Fuataga (Lia Maivia) (1931–2008)      | Ofelia Fuataga (Lia Maivia) (1931–2008)      | Ofelia Fuataga (Lia Maivia) (1931–2008)      | Ofelia Fuataga (Lia Maivia) (1931–2008)      | Ofelia Fuataga (Lia Maivia) (1931–2008)      | Ofelia Fuataga (Lia Maivia) (1931–2008)      |                                          |                                          |                                          |                                          |                                          |                                          |                           |                           |                           |                           |                           |                           |                      |                      |             |             |             |             |             |             |  |  |  |  |
|                      |                      |                      |                      |                      |                      |  |  |                                         |                                         |                                         |                                         |                                         |                                         |  |  |                            |                            |                            |                            |                            |                            |  |  |                                      |                                      |                                      |                                      |                                      |                                      |  |  |                                                   |                                                   |                                                   |                                                   |                                                   |                                                   |  |  |                                          |                                          |                                                     |                                                     |                                                     |                                                     |                                                     |                                                     |             |             |                               |                               |                                            |                                            |                                            |                                            |                                            |                                            |                                   |                                   |                                   |                                   |  |  |                                             |                                             |                                             |                                             |                                             |                                             |  |  |                      |                      |                      |                      |                      |                      |                                |                                |                                |                                |                                |                                |                           |                           |                |                |                       |                       |                       |                       |                       |                       |  |  |                       |                       |                                            |                                            |                                            |                                            |                                            |                                            |                       |                       |                                              |                                              |                                              |                                              |                                              |                                              |                                          |                                          |                                          |                                          |                                          |                                          |                           |                           |                           |                           |                           |                           |                      |                      |             |             |             |             |             |             |  |  |  |  |
|                      |                      |                      |                      |                      |                      |  |  |                                         |                                         |                                         |                                         |                                         |                                         |  |  |                            |                            |                            |                            |                            |                            |  |  |                                      |                                      |                                      |                                      |                                      |                                      |  |  |                                                   |                                                   |                                                   |                                                   |                                                   |                                                   |  |  |                                          |                                          |                                                     |                                                     |                                                     |                                                     |                                                     |                                                     |             |             |                               |                               |                                            |                                            |                                            |                                            |                                            |                                            |                                   |                                   |                                   |                                   |  |  |                                             |                                             |                                             |                                             |                                             |                                             |  |  |                      |                      |                      |                      |                      |                      |                                |                                |                                |                                |                                |                                |                           |                           |                |                |                       |                       |                       |                       |                       |                       |  |  |                       |                       |                                            |                                            |                                            |                                            |                                            |                                            |                       |                       |                                              |                                              |                                              |                                              |                                              |                                              |                                          |                                          |                                          |                                          |                                          |                                          |                           |                           |                           |                           |                           |                           |                      |                      |             |             |             |             |             |             |  |  |  |  |
| Lynn Anoaʻi          | Lynn Anoaʻi          | Lynn Anoaʻi          | Lynn Anoaʻi          | Lynn Anoaʻi          | Lynn Anoaʻi          |  |  | Afa Anoaʻi Sr. (Afa Anoaʻi) (1942–2024) | Afa Anoaʻi Sr. (Afa Anoaʻi) (1942–2024) | Afa Anoaʻi Sr. (Afa Anoaʻi) (1942–2024) | Afa Anoaʻi Sr. (Afa Anoaʻi) (1942–2024) | Afa Anoaʻi Sr. (Afa Anoaʻi) (1942–2024) | Afa Anoaʻi Sr. (Afa Anoaʻi) (1942–2024) |  |  | Tumua Anoaʻi               | Tumua Anoaʻi               | Tumua Anoaʻi               | Tumua Anoaʻi               | Tumua Anoaʻi               | Tumua Anoaʻi               |  |  | Afoa Anoaʻi                          | Afoa Anoaʻi                          | Afoa Anoaʻi                          | Afoa Anoaʻi                          | Afoa Anoaʻi                          | Afoa Anoaʻi                          |  |  | Leati Anoaʻi Amituanaʻi (Sika Anoaʻi) (1945–2024) | Leati Anoaʻi Amituanaʻi (Sika Anoaʻi) (1945–2024) | Leati Anoaʻi Amituanaʻi (Sika Anoaʻi) (1945–2024) | Leati Anoaʻi Amituanaʻi (Sika Anoaʻi) (1945–2024) | Leati Anoaʻi Amituanaʻi (Sika Anoaʻi) (1945–2024) | Leati Anoaʻi Amituanaʻi (Sika Anoaʻi) (1945–2024) |  |  | Lisa Anoaʻi Sr.                          | Lisa Anoaʻi Sr.                          | Lisa Anoaʻi Sr.                                     | Lisa Anoaʻi Sr.                                     | Lisa Anoaʻi Sr.                                     | Lisa Anoaʻi Sr.                                     |                                                     |                                                     | Sipa Anoaʻi | Sipa Anoaʻi | Sipa Anoaʻi                   | Sipa Anoaʻi                   | Sipa Anoaʻi                                | Sipa Anoaʻi                                |                                            |                                            | Elevera Anoaʻi (Vera) (1947–2008)          | Elevera Anoaʻi (Vera) (1947–2008)          | Elevera Anoaʻi (Vera) (1947–2008) | Elevera Anoaʻi (Vera) (1947–2008) | Elevera Anoaʻi (Vera) (1947–2008) | Elevera Anoaʻi (Vera) (1947–2008) |  |  | Iʻaulualo Folau Solofa Fatu Sr. (1945–2020) | Iʻaulualo Folau Solofa Fatu Sr. (1945–2020) | Iʻaulualo Folau Solofa Fatu Sr. (1945–2020) | Iʻaulualo Folau Solofa Fatu Sr. (1945–2020) | Iʻaulualo Folau Solofa Fatu Sr. (1945–2020) | Iʻaulualo Folau Solofa Fatu Sr. (1945–2020) |  |  |                      |                      |                      |                      |                      |                      |                                |                                |                                |                                |                                |                                |                           |                           |                |                |                       |                       |                       |                       |                       |                       |  |  |                       |                       | Toa Maivia                                 | Toa Maivia                                 | Toa Maivia                                 | Toa Maivia                                 | Toa Maivia                                 | Toa Maivia                                 |                       |                       | Mataniufeagaimaleata Fitisemanu (Ata Maivia) | Mataniufeagaimaleata Fitisemanu (Ata Maivia) | Mataniufeagaimaleata Fitisemanu (Ata Maivia) | Mataniufeagaimaleata Fitisemanu (Ata Maivia) | Mataniufeagaimaleata Fitisemanu (Ata Maivia) | Mataniufeagaimaleata Fitisemanu (Ata Maivia) |                                          |                                          |                                          |                                          |                                          |                                          | Rocky Johnson (1944–2020) | Rocky Johnson (1944–2020) | Rocky Johnson (1944–2020) | Rocky Johnson (1944–2020) | Rocky Johnson (1944–2020) | Rocky Johnson (1944–2020) |                      |                      |             |             |             |             |             |             |  |  |  |  |
| Lynn Anoaʻi          | Lynn Anoaʻi          | Lynn Anoaʻi          | Lynn Anoaʻi          | Lynn Anoaʻi          | Lynn Anoaʻi          |  |  | Afa Anoaʻi Sr. (Afa Anoaʻi) (1942–2024) | Afa Anoaʻi Sr. (Afa Anoaʻi) (1942–2024) | Afa Anoaʻi Sr. (Afa Anoaʻi) (1942–2024) | Afa Anoaʻi Sr. (Afa Anoaʻi) (1942–2024) | Afa Anoaʻi Sr. (Afa Anoaʻi) (1942–2024) | Afa Anoaʻi Sr. (Afa Anoaʻi) (1942–2024) |  |  | Tumua Anoaʻi               | Tumua Anoaʻi               | Tumua Anoaʻi               | Tumua Anoaʻi               | Tumua Anoaʻi               | Tumua Anoaʻi               |  |  | Afoa Anoaʻi                          | Afoa Anoaʻi                          | Afoa Anoaʻi                          | Afoa Anoaʻi                          | Afoa Anoaʻi                          | Afoa Anoaʻi                          |  |  | Leati Anoaʻi Amituanaʻi (Sika Anoaʻi) (1945–2024) | Leati Anoaʻi Amituanaʻi (Sika Anoaʻi) (1945–2024) | Leati Anoaʻi Amituanaʻi (Sika Anoaʻi) (1945–2024) | Leati Anoaʻi Amituanaʻi (Sika Anoaʻi) (1945–2024) | Leati Anoaʻi Amituanaʻi (Sika Anoaʻi) (1945–2024) | Leati Anoaʻi Amituanaʻi (Sika Anoaʻi) (1945–2024) |  |  | Lisa Anoaʻi Sr.                          | Lisa Anoaʻi Sr.                          | Lisa Anoaʻi Sr.                                     | Lisa Anoaʻi Sr.                                     | Lisa Anoaʻi Sr.                                     | Lisa Anoaʻi Sr.                                     |                                                     |                                                     | Sipa Anoaʻi | Sipa Anoaʻi | Sipa Anoaʻi                   | Sipa Anoaʻi                   | Sipa Anoaʻi                                | Sipa Anoaʻi                                |                                            |                                            | Elevera Anoaʻi (Vera) (1947–2008)          | Elevera Anoaʻi (Vera) (1947–2008)          | Elevera Anoaʻi (Vera) (1947–2008) | Elevera Anoaʻi (Vera) (1947–2008) | Elevera Anoaʻi (Vera) (1947–2008) | Elevera Anoaʻi (Vera) (1947–2008) |  |  | Iʻaulualo Folau Solofa Fatu Sr. (1945–2020) | Iʻaulualo Folau Solofa Fatu Sr. (1945–2020) | Iʻaulualo Folau Solofa Fatu Sr. (1945–2020) | Iʻaulualo Folau Solofa Fatu Sr. (1945–2020) | Iʻaulualo Folau Solofa Fatu Sr. (1945–2020) | Iʻaulualo Folau Solofa Fatu Sr. (1945–2020) |  |  |                      |                      |                      |                      |                      |                      |                                |                                |                                |                                |                                |                                |                           |                           |                |                |                       |                       |                       |                       |                       |                       |  |  |                       |                       | Toa Maivia                                 | Toa Maivia                                 | Toa Maivia                                 | Toa Maivia                                 | Toa Maivia                                 | Toa Maivia                                 |                       |                       | Mataniufeagaimaleata Fitisemanu (Ata Maivia) | Mataniufeagaimaleata Fitisemanu (Ata Maivia) | Mataniufeagaimaleata Fitisemanu (Ata Maivia) | Mataniufeagaimaleata Fitisemanu (Ata Maivia) | Mataniufeagaimaleata Fitisemanu (Ata Maivia) | Mataniufeagaimaleata Fitisemanu (Ata Maivia) |                                          |                                          |                                          |                                          |                                          |                                          | Rocky Johnson (1944–2020) | Rocky Johnson (1944–2020) | Rocky Johnson (1944–2020) | Rocky Johnson (1944–2020) | Rocky Johnson (1944–2020) | Rocky Johnson (1944–2020) |                      |                      |             |             |             |             |             |             |  |  |  |  |
|                      |                      |                      |                      |                      |                      |  |  |                                         |                                         |                                         |                                         |                                         |                                         |  |  |                            |                            |                            |                            |                            |                            |  |  |                                      |                                      |                                      |                                      |                                      |                                      |  |  |                                                   |                                                   |                                                   |                                                   |                                                   |                                                   |  |  |                                          |                                          |                                                     |                                                     |                                                     |                                                     |                                                     |                                                     |             |             |                               |                               |                                            |                                            |                                            |                                            |                                            |                                            |                                   |                                   |                                   |                                   |  |  |                                             |                                             |                                             |                                             |                                             |                                             |  |  |                      |                      |                      |                      |                      |                      |                                |                                |                                |                                |                                |                                |                           |                           |                |                |                       |                       |                       |                       |                       |                       |  |  |                       |                       |                                            |                                            |                                            |                                            |                                            |                                            |                       |                       |                                              |                                              |                                              |                                              |                                              |                                              |                                          |                                          |                                          |                                          |                                          |                                          |                           |                           |                           |                           |                           |                           |                      |                      |             |             |             |             |             |             |  |  |  |  |
|                      |                      |                      |                      |                      |                      |  |  |                                         |                                         |                                         |                                         |                                         |                                         |  |  |                            |                            |                            |                            |                            |                            |  |  |                                      |                                      |                                      |                                      |                                      |                                      |  |  |                                                   |                                                   |                                                   |                                                   |                                                   |                                                   |  |  |                                          |                                          |                                                     |                                                     |                                                     |                                                     |                                                     |                                                     |             |             |                               |                               |                                            |                                            |                                            |                                            |                                            |                                            |                                   |                                   |                                   |                                   |  |  |                                             |                                             |                                             |                                             |                                             |                                             |  |  |                      |                      |                      |                      |                      |                      |                                |                                |                                |                                |                                |                                |                           |                           |                |                |                       |                       |                       |                       |                       |                       |  |  |                       |                       |                                            |                                            |                                            |                                            |                                            |                                            |                       |                       |                                              |                                              |                                              |                                              |                                              |                                              |                                          |                                          |                                          |                                          |                                          |                                          |                           |                           |                           |                           |                           |                           |                      |                      |             |             |             |             |             |             |  |  |  |  |
|                      |                      |                      |                      |                      |                      |  |  |                                         |                                         |                                         |                                         |                                         |                                         |  |  | Reno Anoa{ʻi (Black Pearl) | Reno Anoa{ʻi (Black Pearl) | Reno Anoa{ʻi (Black Pearl) | Reno Anoa{ʻi (Black Pearl) | Reno Anoa{ʻi (Black Pearl) | Reno Anoa{ʻi (Black Pearl) |  |  | Rodney Anoaʻi (Yokozuna) (1966–2000) | Rodney Anoaʻi (Yokozuna) (1966–2000) | Rodney Anoaʻi (Yokozuna) (1966–2000) | Rodney Anoaʻi (Yokozuna) (1966–2000) | Rodney Anoaʻi (Yokozuna) (1966–2000) | Rodney Anoaʻi (Yokozuna) (1966–2000) |  |  | Matthew Anoaʻi (Rosey) (1970–2017)                | Matthew Anoaʻi (Rosey) (1970–2017)                | Matthew Anoaʻi (Rosey) (1970–2017)                | Matthew Anoaʻi (Rosey) (1970–2017)                | Matthew Anoaʻi (Rosey) (1970–2017)                | Matthew Anoaʻi (Rosey) (1970–2017)                |  |  | Leati Joseph "Joe" Anoaʻi (Roman Reigns) | Leati Joseph "Joe" Anoaʻi (Roman Reigns) | Leati Joseph "Joe" Anoaʻi (Roman Reigns)            | Leati Joseph "Joe" Anoaʻi (Roman Reigns)            | Leati Joseph "Joe" Anoaʻi (Roman Reigns)            | Leati Joseph "Joe" Anoaʻi (Roman Reigns)            |                                                     |                                                     |             |             |                               |                               | Samuel Fatu (Samoan Savage/Tonga Kid/Tama) | Samuel Fatu (Samoan Savage/Tonga Kid/Tama) | Samuel Fatu (Samoan Savage/Tonga Kid/Tama) | Samuel Fatu (Samoan Savage/Tonga Kid/Tama) | Samuel Fatu (Samoan Savage/Tonga Kid/Tama) | Samuel Fatu (Samoan Savage/Tonga Kid/Tama) |                                   |                                   |                                   |                                   |  |  | Edward Fatu (Umaga/Jamal) (1973–2009)       | Edward Fatu (Umaga/Jamal) (1973–2009)       | Edward Fatu (Umaga/Jamal) (1973–2009)       | Edward Fatu (Umaga/Jamal) (1973–2009)       | Edward Fatu (Umaga/Jamal) (1973–2009)       | Edward Fatu (Umaga/Jamal) (1973–2009)       |  |  |                      |                      |                      |                      |                      |                      | Solofa Fatu Jr. (Rikishi/Fatu) | Solofa Fatu Jr. (Rikishi/Fatu) | Solofa Fatu Jr. (Rikishi/Fatu) | Solofa Fatu Jr. (Rikishi/Fatu) | Solofa Fatu Jr. (Rikishi/Fatu) | Solofa Fatu Jr. (Rikishi/Fatu) |                           |                           | Talisua Fuavai | Talisua Fuavai | Talisua Fuavai        | Talisua Fuavai        | Talisua Fuavai        | Talisua Fuavai        |                       |                       |  |  |                       |                       |                                            |                                            |                                            |                                            |                                            |                                            |                       |                       |                                              |                                              |                                              |                                              |                                              |                                              | Dwayne Johnson (Rocky Maivia/The Rock)   | Dwayne Johnson (Rocky Maivia/The Rock)   | Dwayne Johnson (Rocky Maivia/The Rock)   | Dwayne Johnson (Rocky Maivia/The Rock)   | Dwayne Johnson (Rocky Maivia/The Rock)   | Dwayne Johnson (Rocky Maivia/The Rock)   |                           |                           |                           |                           |                           |                           |                      |                      | Dany Garcia | Dany Garcia | Dany Garcia | Dany Garcia | Dany Garcia | Dany Garcia |  |  |  |  |
|                      |                      |                      |                      |                      |                      |  |  |                                         |                                         |                                         |                                         |                                         |                                         |  |  | Reno Anoa{ʻi (Black Pearl) | Reno Anoa{ʻi (Black Pearl) | Reno Anoa{ʻi (Black Pearl) | Reno Anoa{ʻi (Black Pearl) | Reno Anoa{ʻi (Black Pearl) | Reno Anoa{ʻi (Black Pearl) |  |  | Rodney Anoaʻi (Yokozuna) (1966–2000) | Rodney Anoaʻi (Yokozuna) (1966–2000) | Rodney Anoaʻi (Yokozuna) (1966–2000) | Rodney Anoaʻi (Yokozuna) (1966–2000) | Rodney Anoaʻi (Yokozuna) (1966–2000) | Rodney Anoaʻi (Yokozuna) (1966–2000) |  |  | Matthew Anoaʻi (Rosey) (1970–2017)                | Matthew Anoaʻi (Rosey) (1970–2017)                | Matthew Anoaʻi (Rosey) (1970–2017)                | Matthew Anoaʻi (Rosey) (1970–2017)                | Matthew Anoaʻi (Rosey) (1970–2017)                | Matthew Anoaʻi (Rosey) (1970–2017)                |  |  | Leati Joseph "Joe" Anoaʻi (Roman Reigns) | Leati Joseph "Joe" Anoaʻi (Roman Reigns) | Leati Joseph "Joe" Anoaʻi (Roman Reigns)            | Leati Joseph "Joe" Anoaʻi (Roman Reigns)            | Leati Joseph "Joe" Anoaʻi (Roman Reigns)            | Leati Joseph "Joe" Anoaʻi (Roman Reigns)            |                                                     |                                                     |             |             |                               |                               | Samuel Fatu (Samoan Savage/Tonga Kid/Tama) | Samuel Fatu (Samoan Savage/Tonga Kid/Tama) | Samuel Fatu (Samoan Savage/Tonga Kid/Tama) | Samuel Fatu (Samoan Savage/Tonga Kid/Tama) | Samuel Fatu (Samoan Savage/Tonga Kid/Tama) | Samuel Fatu (Samoan Savage/Tonga Kid/Tama) |                                   |                                   |                                   |                                   |  |  | Edward Fatu (Umaga/Jamal) (1973–2009)       | Edward Fatu (Umaga/Jamal) (1973–2009)       | Edward Fatu (Umaga/Jamal) (1973–2009)       | Edward Fatu (Umaga/Jamal) (1973–2009)       | Edward Fatu (Umaga/Jamal) (1973–2009)       | Edward Fatu (Umaga/Jamal) (1973–2009)       |  |  |                      |                      |                      |                      |                      |                      | Solofa Fatu Jr. (Rikishi/Fatu) | Solofa Fatu Jr. (Rikishi/Fatu) | Solofa Fatu Jr. (Rikishi/Fatu) | Solofa Fatu Jr. (Rikishi/Fatu) | Solofa Fatu Jr. (Rikishi/Fatu) | Solofa Fatu Jr. (Rikishi/Fatu) |                           |                           | Talisua Fuavai | Talisua Fuavai | Talisua Fuavai        | Talisua Fuavai        | Talisua Fuavai        | Talisua Fuavai        |                       |                       |  |  |                       |                       |                                            |                                            |                                            |                                            |                                            |                                            |                       |                       |                                              |                                              |                                              |                                              |                                              |                                              | Dwayne Johnson (Rocky Maivia/The Rock)   | Dwayne Johnson (Rocky Maivia/The Rock)   | Dwayne Johnson (Rocky Maivia/The Rock)   | Dwayne Johnson (Rocky Maivia/The Rock)   | Dwayne Johnson (Rocky Maivia/The Rock)   | Dwayne Johnson (Rocky Maivia/The Rock)   |                           |                           |                           |                           |                           |                           |                      |                      | Dany Garcia | Dany Garcia | Dany Garcia | Dany Garcia | Dany Garcia | Dany Garcia |  |  |  |  |
|                      |                      |                      |                      |                      |                      |  |  |                                         |                                         |                                         |                                         |                                         |                                         |  |  |                            |                            |                            |                            |                            |                            |  |  |                                      |                                      |                                      |                                      |                                      |                                      |  |  |                                                   |                                                   |                                                   |                                                   |                                                   |                                                   |  |  |                                          |                                          |                                                     |                                                     |                                                     |                                                     |                                                     |                                                     |             |             |                               |                               |                                            |                                            |                                            |                                            |                                            |                                            |                                   |                                   |                                   |                                   |  |  |                                             |                                             |                                             |                                             |                                             |                                             |  |  |                      |                      |                      |                      |                      |                      |                                |                                |                                |                                |                                |                                |                           |                           |                |                |                       |                       |                       |                       |                       |                       |  |  |                       |                       |                                            |                                            |                                            |                                            |                                            |                                            |                       |                       |                                              |                                              |                                              |                                              |                                              |                                              |                                          |                                          |                                          |                                          |                                          |                                          |                           |                           |                           |                           |                           |                           |                      |                      |             |             |             |             |             |             |  |  |  |  |
|                      |                      |                      |                      |                      |                      |  |  |                                         |                                         |                                         |                                         |                                         |                                         |  |  |                            |                            |                            |                            |                            |                            |  |  |                                      |                                      |                                      |                                      |                                      |                                      |  |  |                                                   |                                                   |                                                   |                                                   |                                                   |                                                   |  |  |                                          |                                          |                                                     |                                                     |                                                     |                                                     |                                                     |                                                     |             |             |                               |                               |                                            |                                            |                                            |                                            |                                            |                                            |                                   |                                   |                                   |                                   |  |  |                                             |                                             |                                             |                                             |                                             |                                             |  |  |                      |                      |                      |                      |                      |                      |                                |                                |                                |                                |                                |                                |                           |                           |                |                |                       |                       |                       |                       |                       |                       |  |  |                       |                       |                                            |                                            |                                            |                                            |                                            |                                            |                       |                       |                                              |                                              |                                              |                                              |                                              |                                              |                                          |                                          |                                          |                                          |                                          |                                          |                           |                           |                           |                           |                           |                           |                      |                      |             |             |             |             |             |             |  |  |  |  |
| Samula Anoaʻi (Samu) | Samula Anoaʻi (Samu) | Samula Anoaʻi (Samu) | Samula Anoaʻi (Samu) | Samula Anoaʻi (Samu) | Samula Anoaʻi (Samu) |  |  | Afa Anoaʻi Jr. (Manu)                   | Afa Anoaʻi Jr. (Manu)                   | Afa Anoaʻi Jr. (Manu)                   | Afa Anoaʻi Jr. (Manu)                   | Afa Anoaʻi Jr. (Manu)                   | Afa Anoaʻi Jr. (Manu)                   |  |  | Bernadette Anoaʻi-Shroyer  | Bernadette Anoaʻi-Shroyer  | Bernadette Anoaʻi-Shroyer  | Bernadette Anoaʻi-Shroyer  | Bernadette Anoaʻi-Shroyer  | Bernadette Anoaʻi-Shroyer  |  |  | Lloyd Anoaʻi (L.A. Smooth)           | Lloyd Anoaʻi (L.A. Smooth)           | Lloyd Anoaʻi (L.A. Smooth)           | Lloyd Anoaʻi (L.A. Smooth)           | Lloyd Anoaʻi (L.A. Smooth)           | Lloyd Anoaʻi (L.A. Smooth)           |  |  | Monica Anoaʻi                                     | Monica Anoaʻi                                     | Monica Anoaʻi                                     | Monica Anoaʻi                                     | Monica Anoaʻi                                     | Monica Anoaʻi                                     |  |  | Gary Albright (1963–2000)                | Gary Albright (1963–2000)                | Gary Albright (1963–2000)                           | Gary Albright (1963–2000)                           | Gary Albright (1963–2000)                           | Gary Albright (1963–2000)                           |                                                     |                                                     | Jacob Fatu  | Jacob Fatu  | Jacob Fatu                    | Jacob Fatu                    | Jacob Fatu                                 | Jacob Fatu                                 |                                            |                                            | Journey Fatu                               | Journey Fatu                               | Journey Fatu                      | Journey Fatu                      | Journey Fatu                      | Journey Fatu                      |  |  | Isayah Fatu (Zilla Fatu)                    | Isayah Fatu (Zilla Fatu)                    | Isayah Fatu (Zilla Fatu)                    | Isayah Fatu (Zilla Fatu)                    | Isayah Fatu (Zilla Fatu)                    | Isayah Fatu (Zilla Fatu)                    |  |  | Trinity Fatu (Naomi) | Trinity Fatu (Naomi) | Trinity Fatu (Naomi) | Trinity Fatu (Naomi) | Trinity Fatu (Naomi) | Trinity Fatu (Naomi) |                                |                                | Jonathan Fatu (Jimmy Uso)      | Jonathan Fatu (Jimmy Uso)      | Jonathan Fatu (Jimmy Uso)      | Jonathan Fatu (Jimmy Uso)      | Jonathan Fatu (Jimmy Uso) | Jonathan Fatu (Jimmy Uso) |                |                | Joshua Fatu (Jey Uso) | Joshua Fatu (Jey Uso) | Joshua Fatu (Jey Uso) | Joshua Fatu (Jey Uso) | Joshua Fatu (Jey Uso) | Joshua Fatu (Jey Uso) |  |  | Thavana Monalisa Fatu | Thavana Monalisa Fatu | Thavana Monalisa Fatu                      | Thavana Monalisa Fatu                      | Thavana Monalisa Fatu                      | Thavana Monalisa Fatu                      |                                            |                                            | Jeremiah Peniata Fatu | Jeremiah Peniata Fatu | Jeremiah Peniata Fatu                        | Jeremiah Peniata Fatu                        | Jeremiah Peniata Fatu                        | Jeremiah Peniata Fatu                        |                                              |                                              | Joseph Yokozuna "Sefa" Fatu (Solo Sikoa) | Joseph Yokozuna "Sefa" Fatu (Solo Sikoa) | Joseph Yokozuna "Sefa" Fatu (Solo Sikoa) | Joseph Yokozuna "Sefa" Fatu (Solo Sikoa) | Joseph Yokozuna "Sefa" Fatu (Solo Sikoa) | Joseph Yokozuna "Sefa" Fatu (Solo Sikoa) |                           |                           | Simone Johnson (Ava)      | Simone Johnson (Ava)      | Simone Johnson (Ava)      | Simone Johnson (Ava)      | Simone Johnson (Ava) | Simone Johnson (Ava) |             |             |             |             |             |             |  |  |  |  |
| Samula Anoaʻi (Samu) | Samula Anoaʻi (Samu) | Samula Anoaʻi (Samu) | Samula Anoaʻi (Samu) | Samula Anoaʻi (Samu) | Samula Anoaʻi (Samu) |  |  | Afa Anoaʻi Jr. (Manu)                   | Afa Anoaʻi Jr. (Manu)                   | Afa Anoaʻi Jr. (Manu)                   | Afa Anoaʻi Jr. (Manu)                   | Afa Anoaʻi Jr. (Manu)                   | Afa Anoaʻi Jr. (Manu)                   |  |  | Bernadette Anoaʻi-Shroyer  | Bernadette Anoaʻi-Shroyer  | Bernadette Anoaʻi-Shroyer  | Bernadette Anoaʻi-Shroyer  | Bernadette Anoaʻi-Shroyer  | Bernadette Anoaʻi-Shroyer  |  |  | Lloyd Anoaʻi (L.A. Smooth)           | Lloyd Anoaʻi (L.A. Smooth)           | Lloyd Anoaʻi (L.A. Smooth)           | Lloyd Anoaʻi (L.A. Smooth)           | Lloyd Anoaʻi (L.A. Smooth)           | Lloyd Anoaʻi (L.A. Smooth)           |  |  | Monica Anoaʻi                                     | Monica Anoaʻi                                     | Monica Anoaʻi                                     | Monica Anoaʻi                                     | Monica Anoaʻi                                     | Monica Anoaʻi                                     |  |  | Gary Albright (1963–2000)                | Gary Albright (1963–2000)                | Gary Albright (1963–2000)                           | Gary Albright (1963–2000)                           | Gary Albright (1963–2000)                           | Gary Albright (1963–2000)                           |                                                     |                                                     | Jacob Fatu  | Jacob Fatu  | Jacob Fatu                    | Jacob Fatu                    | Jacob Fatu                                 | Jacob Fatu                                 |                                            |                                            | Journey Fatu                               | Journey Fatu                               | Journey Fatu                      | Journey Fatu                      | Journey Fatu                      | Journey Fatu                      |  |  | Isayah Fatu (Zilla Fatu)                    | Isayah Fatu (Zilla Fatu)                    | Isayah Fatu (Zilla Fatu)                    | Isayah Fatu (Zilla Fatu)                    | Isayah Fatu (Zilla Fatu)                    | Isayah Fatu (Zilla Fatu)                    |  |  | Trinity Fatu (Naomi) | Trinity Fatu (Naomi) | Trinity Fatu (Naomi) | Trinity Fatu (Naomi) | Trinity Fatu (Naomi) | Trinity Fatu (Naomi) |                                |                                | Jonathan Fatu (Jimmy Uso)      | Jonathan Fatu (Jimmy Uso)      | Jonathan Fatu (Jimmy Uso)      | Jonathan Fatu (Jimmy Uso)      | Jonathan Fatu (Jimmy Uso) | Jonathan Fatu (Jimmy Uso) |                |                | Joshua Fatu (Jey Uso) | Joshua Fatu (Jey Uso) | Joshua Fatu (Jey Uso) | Joshua Fatu (Jey Uso) | Joshua Fatu (Jey Uso) | Joshua Fatu (Jey Uso) |  |  | Thavana Monalisa Fatu | Thavana Monalisa Fatu | Thavana Monalisa Fatu                      | Thavana Monalisa Fatu                      | Thavana Monalisa Fatu                      | Thavana Monalisa Fatu                      |                                            |                                            | Jeremiah Peniata Fatu | Jeremiah Peniata Fatu | Jeremiah Peniata Fatu                        | Jeremiah Peniata Fatu                        | Jeremiah Peniata Fatu                        | Jeremiah Peniata Fatu                        |                                              |                                              | Joseph Yokozuna "Sefa" Fatu (Solo Sikoa) | Joseph Yokozuna "Sefa" Fatu (Solo Sikoa) | Joseph Yokozuna "Sefa" Fatu (Solo Sikoa) | Joseph Yokozuna "Sefa" Fatu (Solo Sikoa) | Joseph Yokozuna "Sefa" Fatu (Solo Sikoa) | Joseph Yokozuna "Sefa" Fatu (Solo Sikoa) |                           |                           | Simone Johnson (Ava)      | Simone Johnson (Ava)      | Simone Johnson (Ava)      | Simone Johnson (Ava)      | Simone Johnson (Ava) | Simone Johnson (Ava) |             |             |             |             |             |             |  |  |  |  |
|                      |                      |                      |                      |                      |                      |  |  |                                         |                                         |                                         |                                         |                                         |                                         |  |  |                            |                            |                            |                            |                            |                            |  |  |                                      |                                      |                                      |                                      |                                      |                                      |  |  |                                                   |                                                   |                                                   |                                                   |                                                   |                                                   |  |  |                                          |                                          |                                                     |                                                     |                                                     |                                                     |                                                     |                                                     |             |             |                               |                               |                                            |                                            |                                            |                                            |                                            |                                            |                                   |                                   |                                   |                                   |  |  |                                             |                                             |                                             |                                             |                                             |                                             |  |  |                      |                      |                      |                      |                      |                      |                                |                                |                                |                                |                                |                                |                           |                           |                |                |                       |                       |                       |                       |                       |                       |  |  |                       |                       |                                            |                                            |                                            |                                            |                                            |                                            |                       |                       |                                              |                                              |                                              |                                              |                                              |                                              |                                          |                                          |                                          |                                          |                                          |                                          |                           |                           |                           |                           |                           |                           |                      |                      |             |             |             |             |             |             |  |  |  |  |
| Lance Anoaʻi         |                      |                      |                      |                      |                      |  |  |                                         |                                         |                                         |                                         |                                         |                                         |  |  |                            |                            |                            |                            |                            |                            |  |  |                                      |                                      |                                      |                                      |                                      |                                      |  |  |                                                   |                                                   |                                                   |                                                   |                                                   |                                                   |  |  |                                          |                                          |                                                     |                                                     |                                                     |                                                     |                                                     |                                                     |             |             |                               |                               |                                            |                                            |                                            |                                            |                                            |                                            |                                   |                                   |                                   |                                   |  |  |                                             |                                             |                                             |                                             |                                             |                                             |  |  |                      |                      |                      |                      |                      |                      |                                |                                |                                |                                |                                |                                |                           |                           |                |                |                       |                       |                       |                       |                       |                       |  |  |                       |                       |                                            |                                            |                                            |                                            |                                            |                                            |                       |                       |                                              |                                              |                                              |                                              |                                              |                                              |                                          |                                          |                                          |                                          |                                          |                                          |                           |                           |                           |                           |                           |                           |                      |                      |             |             |             |             |             |             |  |  |  |  |

## Wrestlerzy należący do rodziny

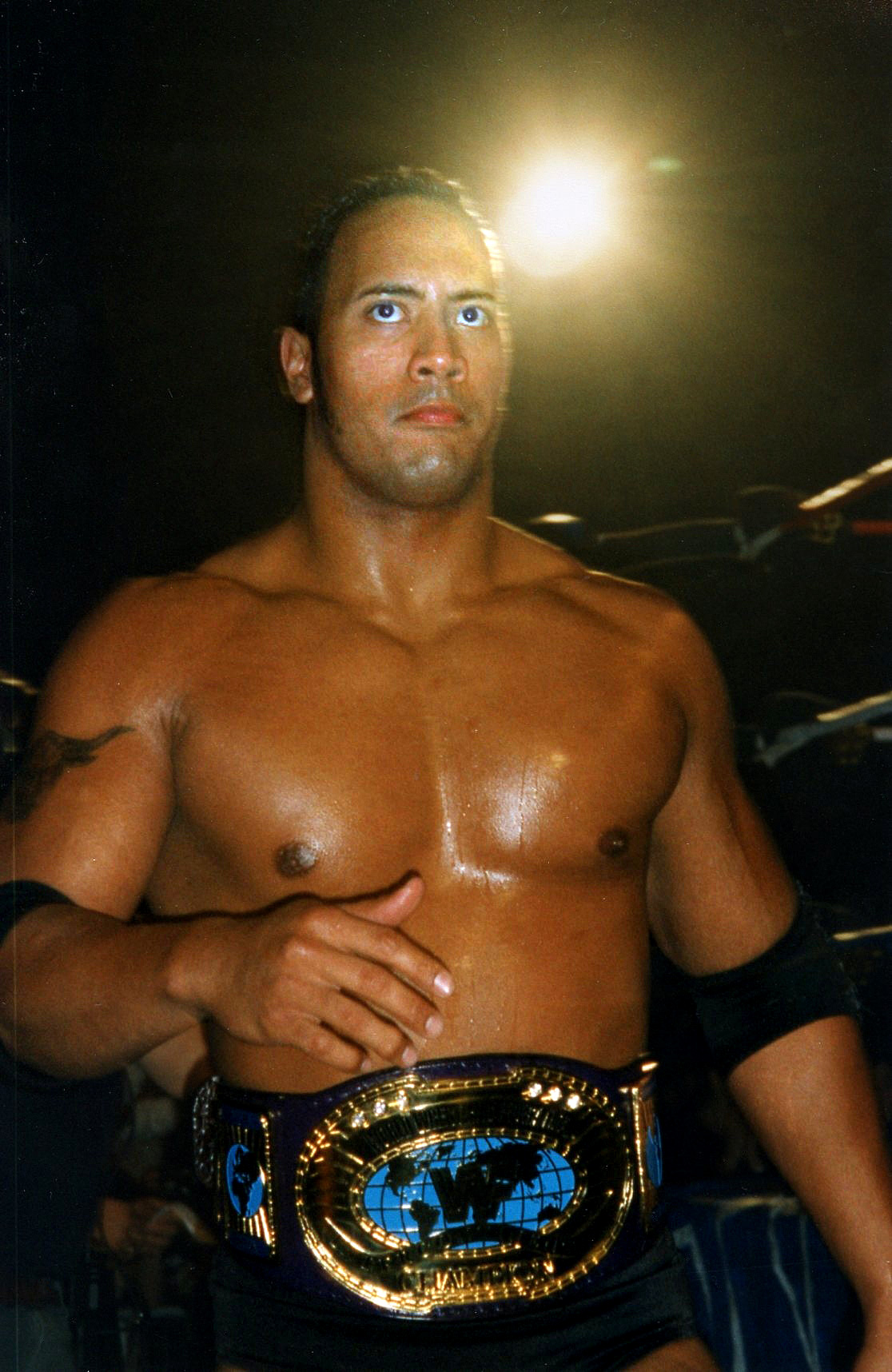
Dwayne „The Rock” Johnson
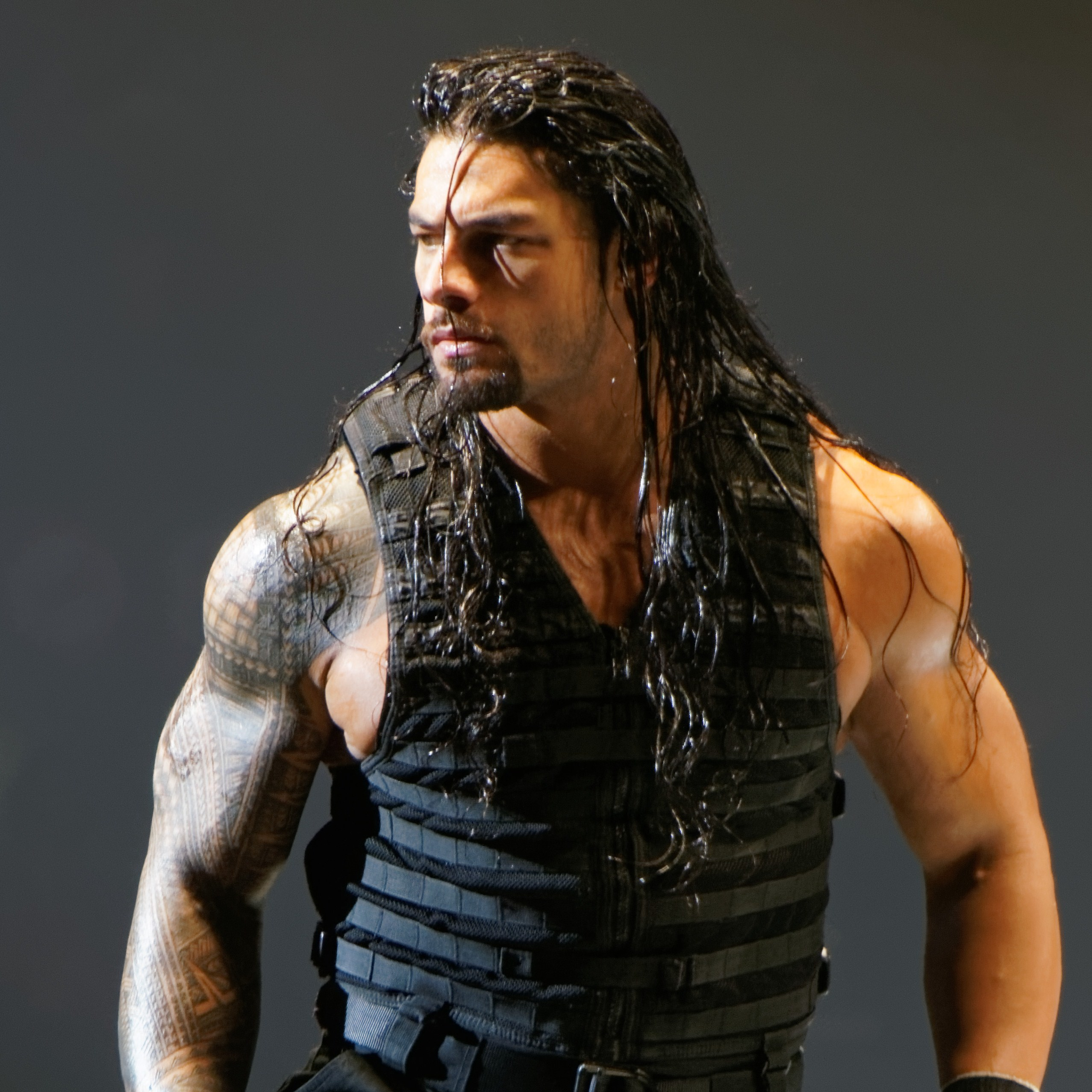
Roman Reigns
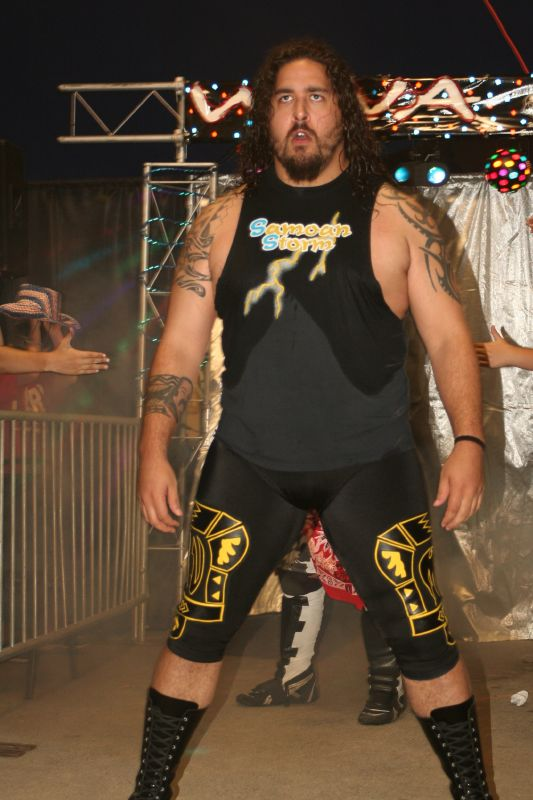
Manu
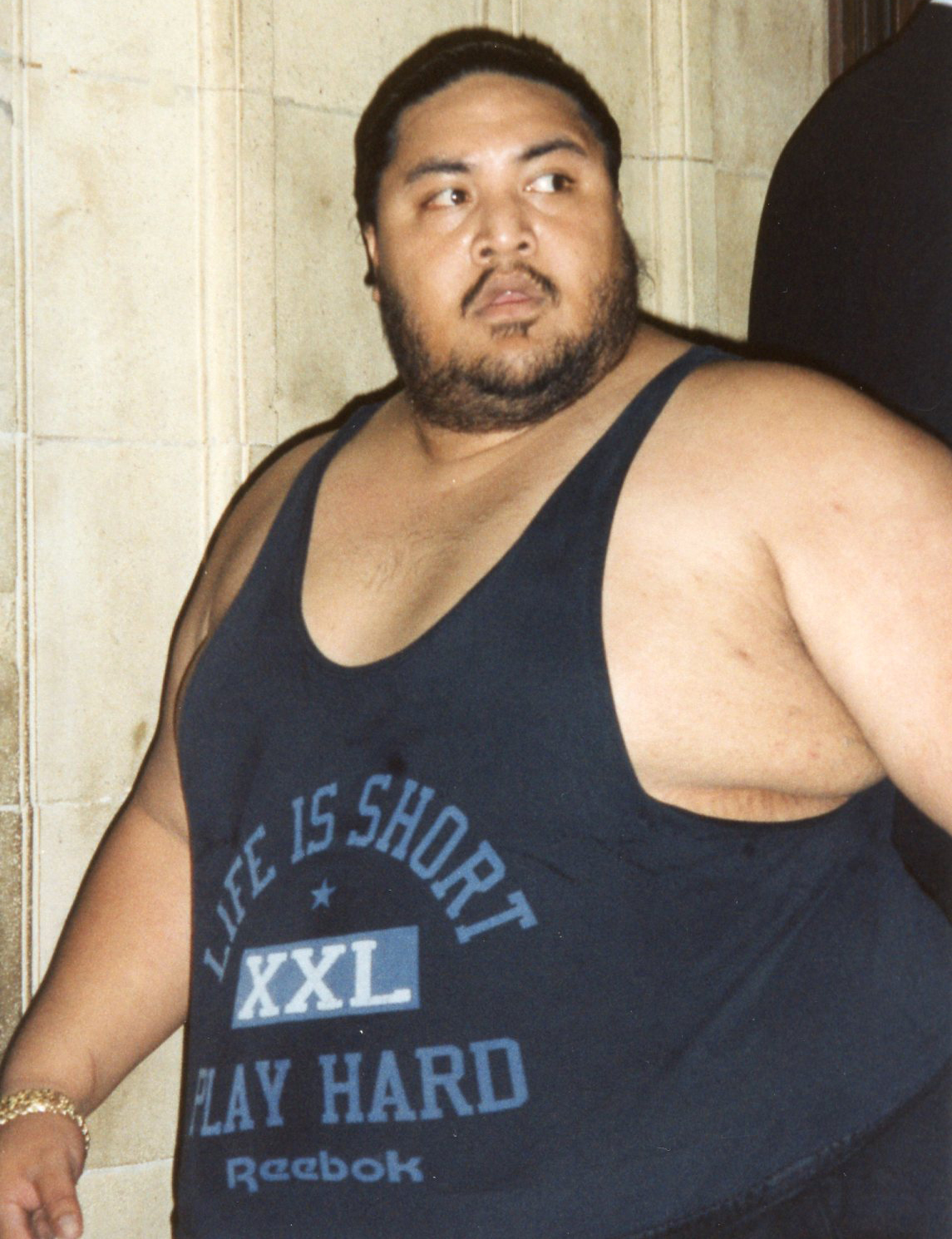
Yokozuna
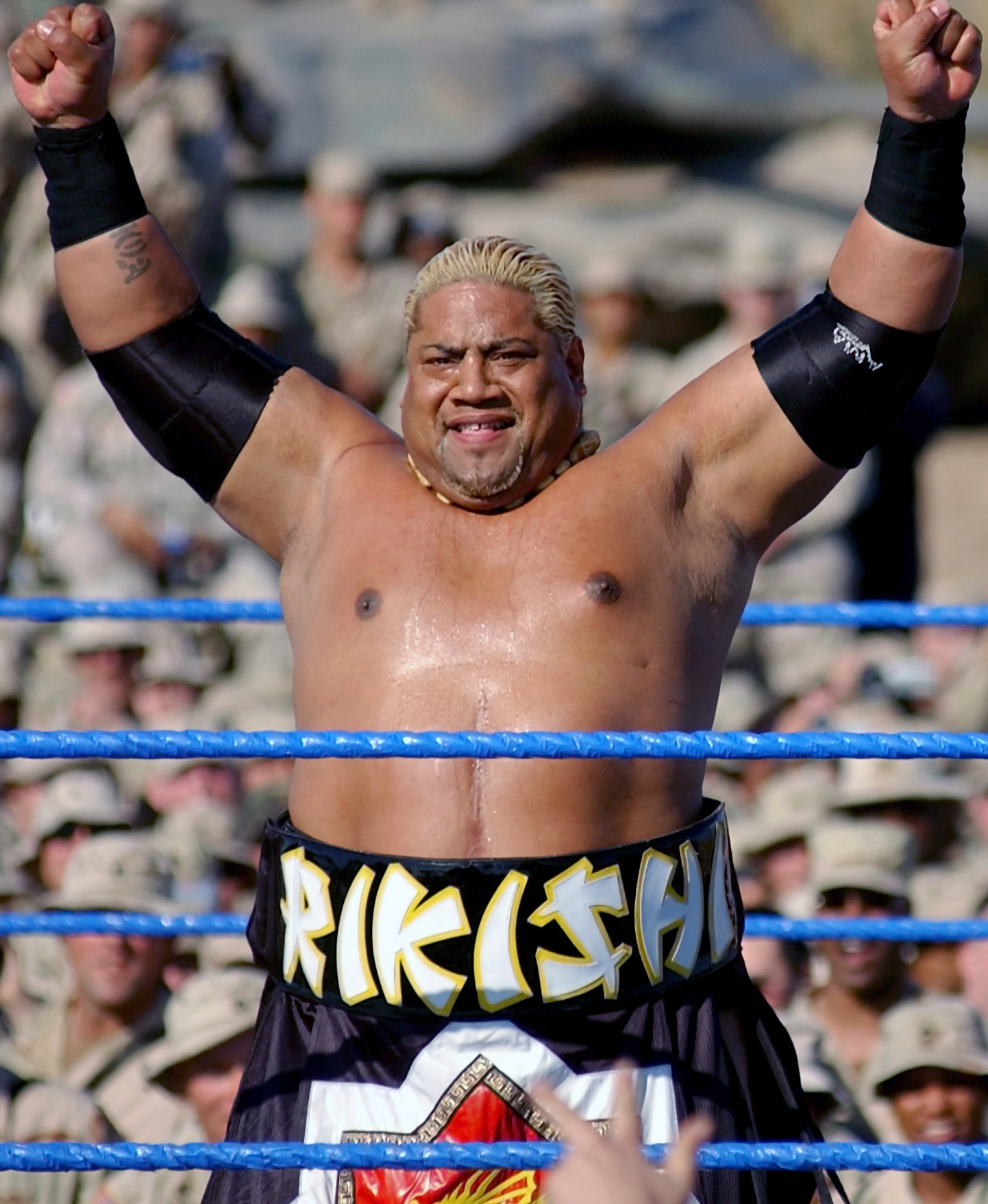
Rikishi
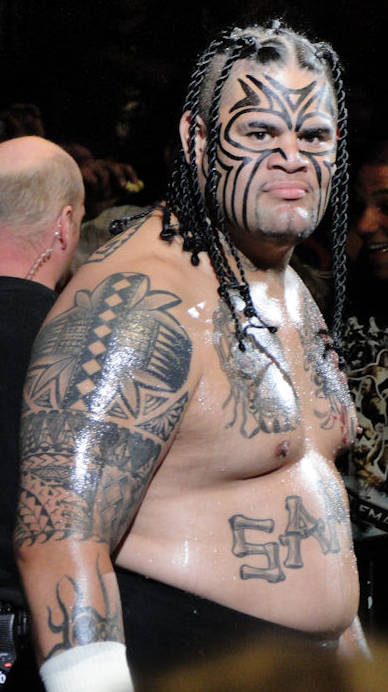
Umaga
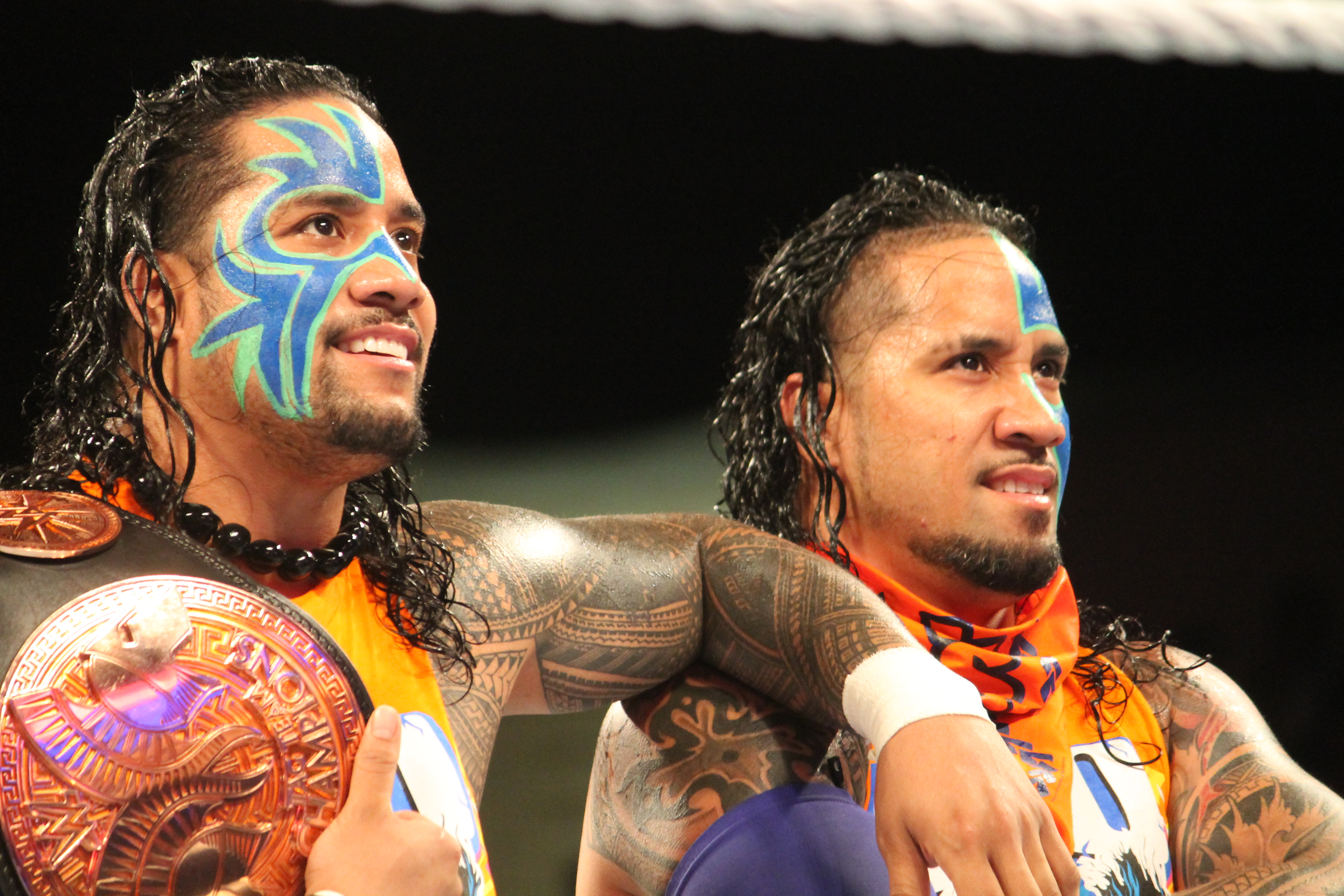
Jimmy i Jey Uso
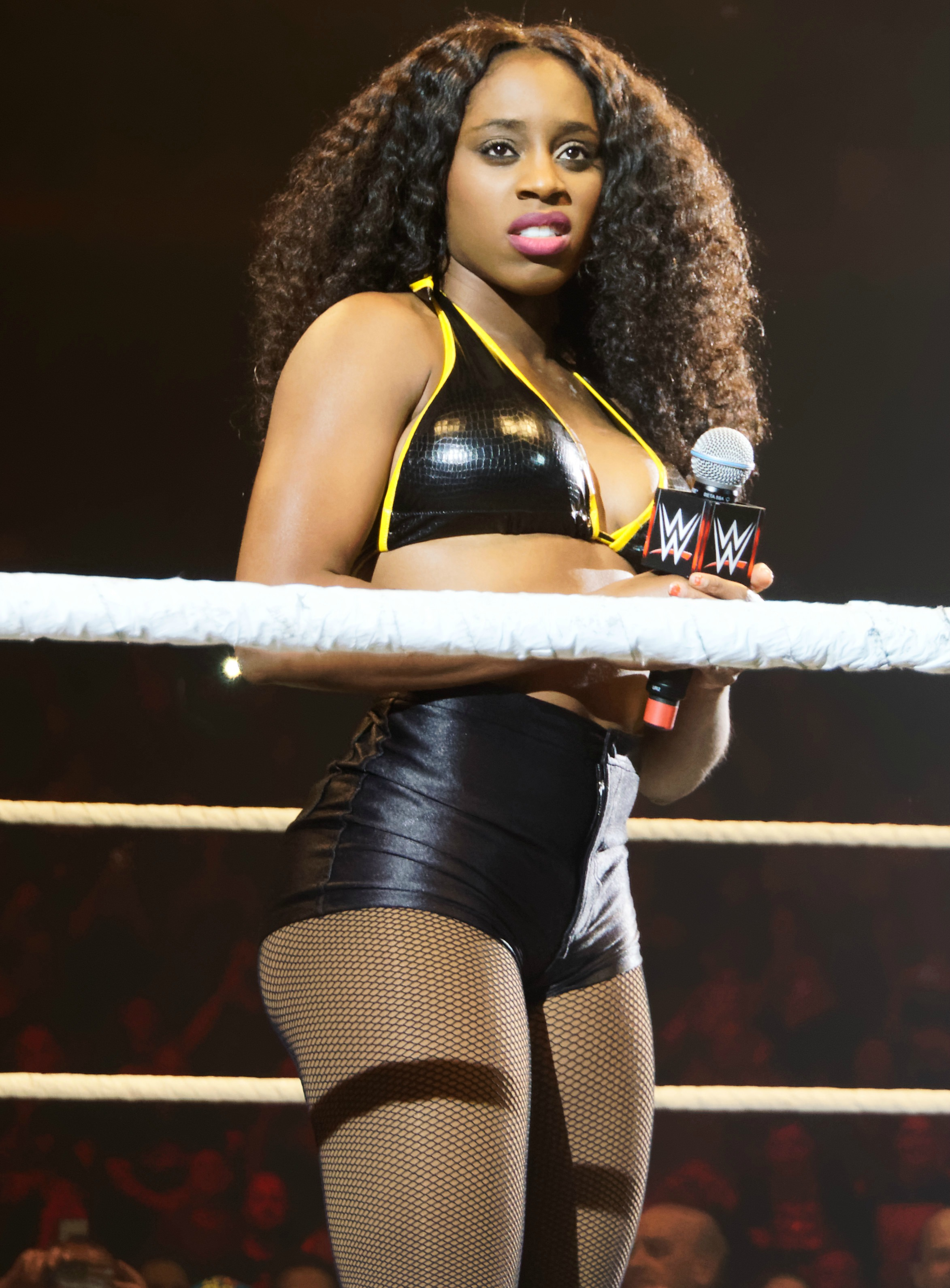
Naomi
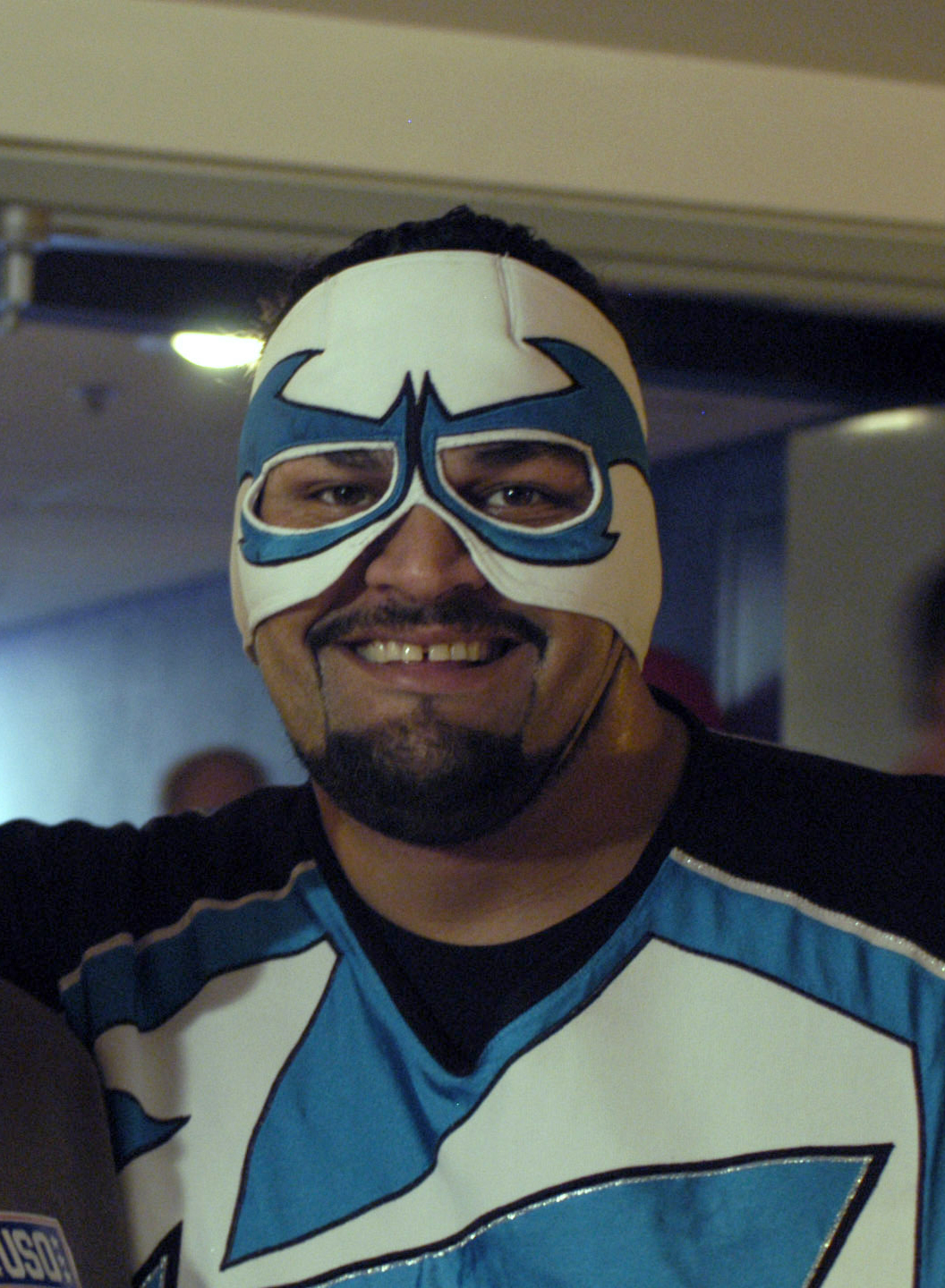
Rosey
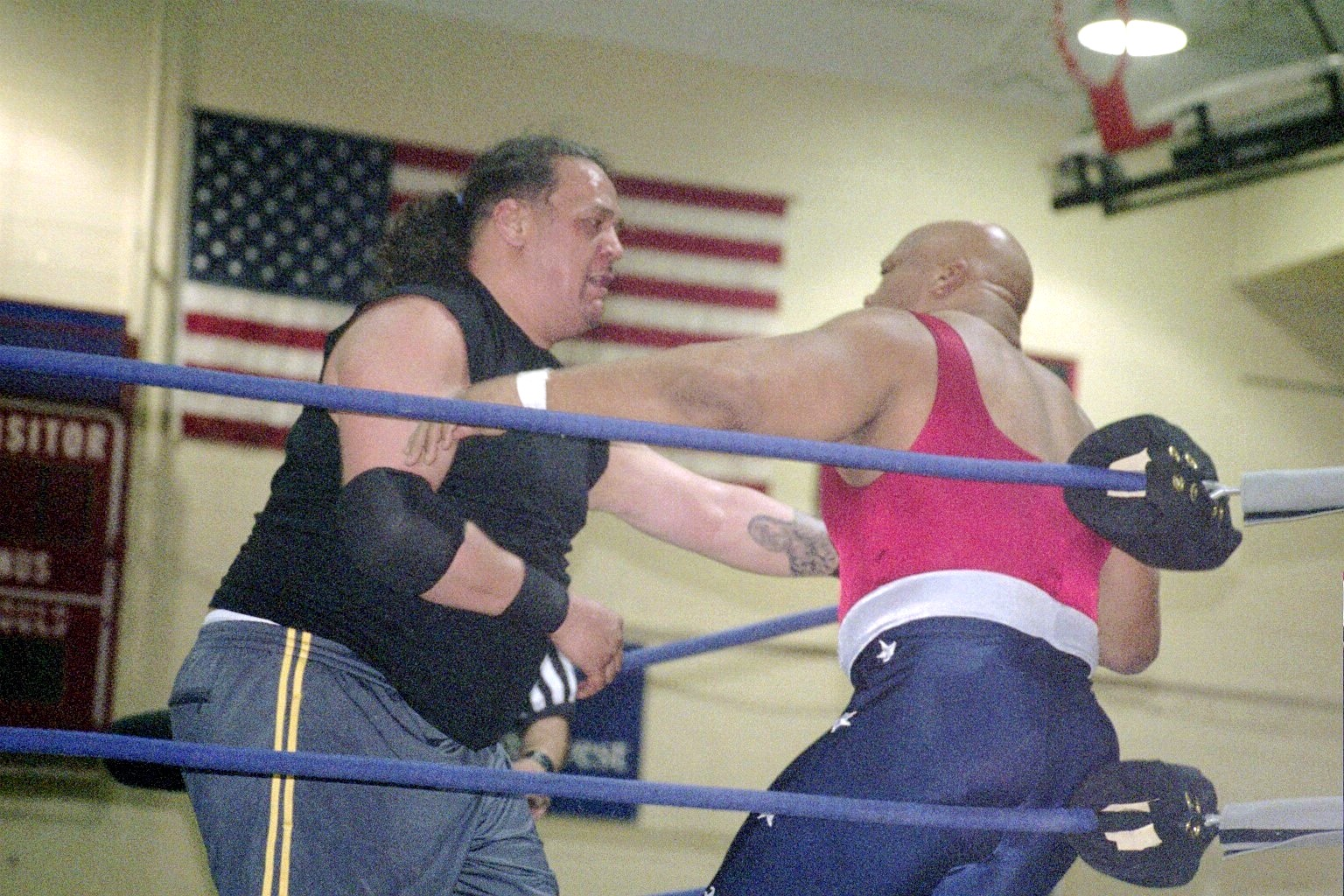
Samu (z lewej)